# Oncle Thomas : La Comptabilité des jours
Pour plus de détails, voir Fiche technique et Distribution.
Oncle Thomas : La Comptabilité des jours est un film d'animation de court métrage franco-porto-canadien réalisé par Regina Pessoa et sorti en 2019.

## Fiche technique
- Titre original : Tio Tomás - A contabilidade dos dias
- Réalisation : Regina Pessoa
- Scénario : Regina Pessoa
- Décors :
- Costumes :
- Animation : Regina Pessoa, André Marques, Alexandre Braga, Sylvie Trouvé, Dale Hayward, Marc Robinet, Soukaîna Najjarane et Nils Delot
- Photographie :
- Montage : Abi Feijó
- Musique : Normand Roger
- Producteur : Abi Feijo, Julie Roy, Reginald de Guillebon
- Sociétés de production : Les Armateurs, ONF et Ciclope Filmes
- Société de distribution : Les Armateurs
- Pays d'origine :  Canada,  France et  Portugal
- Langue originale : portugais
- Format : couleur
- Genre : Animation
- Durée : 13 minutes
- Dates de sortie :
  -  France : 10 juin 2019 (Annecy 2019)

## Distribution

### Voix originales
- Regina Pessoa
- Abi Feijó

## Distinction
Il remporte le prix du public, le prix de la meilleure musique originale et le prix du jury dans la catégorie courts métrages à l'édition 2019 du festival international du film d'animation d'Annecy.